# Apolunio
Si dice apolunio (o apocinzio o aposelenio) il punto di massima distanza dalla Luna nella traiettoria di un corpo che orbita attorno ad essa.